# Leopoldstädter Polka
Die Leopoldstädter Polka ist eine Polka von Johann Strauss (Sohn) (op. 168). Das Werk wurde am 29. Januar 1855 im Tanzlokal Zum Sperl in Wien erstmals aufgeführt.